# Élet Kenyere közösség
Az Élet Kenyere Közösség (németül Gemeinschaft Brot des Lebens, franciául La Maison du Pain de Vie) egy katolikus karizmatikus közösség. Tagjai a római katolikus egyház tanítását vallják, ennek keretében lelki életük középpontjában az Oltáriszentség áll, szegénységben élnek, ugyanakkor segítik is a szegényeket.

## Története
Az Élet Kenyere Közösséget 1976-ban Franciaországban alapította Pascal Pingault, feleségével és egy másik házaspárral együtt, miután megtértek és befogadták a Szentlelket. Egy intenzív imaéletben eltöltött idő után – miközben egyházhoz még kimondottan nem tartoztak – egy, az Eukarisztiával kapcsolatos megtapasztalásuk után a katolikus egyházhoz csatlakoztak, ahol 1984-ben kaptak  jóváhagyást, mint krisztushívők magántársulása. 1985-től a közösség távoli országok szegényeinek szolgálatára is elszánta magát, Európán kívül is alapított házakat, így Afrika, Amerika, valamint Ázsia több országában is jelen van.
Magyarországon 1988 óta létezik és 1993-tól 2014-ig Martonvásáron működött a közösség, illetve azóta is martonvásári házukban fogadják az érdeklődőket. Magyar közösségi tagjaik jelenleg a Nagyváradi házukhoz tartoznak, idejük jelentős részét ott töltik, sőt közösségük perui missziójában is részt vesznek. Martonvásáron időszakosan vannak jelen, és ott találkoznak rendszeresen közösségük magyarországi társaival, barátaival, lelki napok keretében.

## Tevékenysége
Családosok, egyedülállók és papi vagy megszentelt életmódot választók a Közösség egyenrangú tagjai lehetnek, és vagyonközösségben élnek. De a tagok nemcsak egymással osztják meg, amijük van, hanem azokkal a segítségre szoruló emberekkel is (pl. hajléktalanok, alkoholról vagy kábítószerről leszokottak) akiket – korlátozott számban, bizonyos időre és bizonyos feltételek mellett – befogadnak házukba. A Közösség tagjai önként radikális szegénységet vállalnak. Pl. ruhaneműt nem vásárolnak maguknak pénzért, hanem a kapott ruhaadományokból egészítik ki ruházatukat, ha szükséges. Fontosnak tartja a Közösség, hogy világszerte – és különösen a legszegényebbek körében – megvalósuljon Jézus imádása az Oltáriszentségben és a szükséget szenvedők szolgálata. Ezek elérése érdekében a Közösség valamennyi házának kápolnájában kihelyezik az Oltáriszentséget, és általában órás váltásokban folyamatos szentségimádást tartanak. Közösségi házakban előzetes egyeztetés után vendégeket is fogadnak: elcsöndesedni vágyókat, keresőket, érdeklődőket. Ez a vendéglátás teljesen ingyenes. A tagok lehetőség szerint naponta szentáldozáshoz járulnak. Szentségimádásaik és liturgiáik mindenki előtt nyitottak. Befogadják a Közösség házaiba a szegényeket és különböző segítségre szoruló embereket, miközben a tagok is szegényen élnek. Mind a közösségi tagok, mind a befogadottak többnyire külső munkahelyekre járnak dolgozni, és otthon közösen végzik el a házimunkákat. A békességet próbálják építeni az emberek között. Lehetőségeik szerint segítik a közösségen kívül élő rászorulókat is. Például a közép-afrikai Kamerunban két helyen van jelen a közösség: egy városban, és egy onnan 230 km-re lévő őserdei telepen. A városban leginkább a bebörtönzöttekkel és az utcagyerekekkel foglalkoznak (analfabetizmus felszámolása, kézműves termékek készítésének megszervezése), emellett az egészségügyi ellátásban is részt vesznek. Az őserdei faluban - a különböző fertőző betegségek elterjedtsége miatt - a beteggondozás a fő tevékenységük (gyógyszerellátás, törekvés a betegségek időbeni felismerésére, súlyos esetben esetleg kórházba szállítás). Emellett az élelmezést javító kertművelésbe is belekezdtek. A franciaországi Lisieux zarándokhelyen három egyszerű kis épületük van. Az első egy átmeneti szálló („Refuge”, menedék) kb. 10 fő részére, a második egy barakk, amelyben adományként kapott ruhákat és mindenféle használati tárgyakat árulnak helybeli szegényeknek jelképes összegért, hogy a bevételt a harmadik világba továbbítsák, és végül ide tartozik egy kis kápolna is. Franciaország több városában és a Sommervieu-i házban is rendszeresen árulják a Peru, Kamerun, Szenegál, Niger és más országok szegényei által készített gyertyákat, ékszereket, festményeket, hímzéseket, pulóvereket és egyéb kézműves termékeket, hogy ezzel is segítsék az ottani szegények megélhetését.
Minden közösségi háznak van egy helyben lakó felelőse, más szóval szolgálattevője, aki lehet egy házaspár, vagy pedig egy egyedülálló nő vagy férfi. Ő kapcsolatot tart annak a régiónak a felelősével, amelyhez a ház tartozik. A régiók élén a közösség legfelsőbb döntéshozó szerve, a Vének Testületének egy-egy tagja áll. Egy-egy közösségi házhoz kötődnek – az ott lakó közösségi tagokon kívül – az ún. társak is (compagnons), akik szintén magukénak vallják a közösség lelkiségét, de általában nem a közösségi házban, hanem saját lakásukban, a világban élnek. Évente társlevelet írnak, melyben vállalásokat fogalmaznak meg a közösség lelkisége szerint az imaélet, a szegénység, a tisztaság és az engedelmesség terén, mindezt saját egyéniségükre szabottan. Majd egy ünnepélyes liturgia keretében a közösség kápolnájában társlevelüket az oltárra helyezve ígéretet tesznek ezek betartására, ezzel újítják meg elköteleződésüket a közösség mellett. Magyarországon is vannak különböző városokban élő társak.

### Kezdeményezéseik
A „Veled járok az úton” (Faire Route Avec Toi, FRAT) egyesület a harmadik világ szegényeinek támogatására, patronálására jött létre. Nemcsak anyagi segítséget adnak, hanem a személyes kapcsolatok kiépítésére is lehetőséget nyújt.
Az „Evangélium és Fejlődés Iskola” (École Évangile et Développement) 18-30 év közötti fiatalok részére elméleti és gyakorlati ismereteket biztosít egy igazságosabb világ felépítéséről az Evangélium szellemében. Főbb témák: béke, erőszakmentesség, az egyház szociális tanítása.
18-25 éves fiatalok részére nyári táborokat (Camps d'été) szerveznek, aminek keretében eltölthetnek egy hónapot valamelyik afrikai vagy dél-amerikai, esetleg kelet-európai közösségi házban, hogy megismerjék az ottani embereket és körülményeket, miközben munkájukkal is segítségére vannak a helybelieknek.
A „Naoussi” mozgalom célja a leprások megsegítése, például a kórházban levő leprás gyerekek anyagi támogatása, iskoláztatása, hajléktalanoknak házépítés.
Pénz és élelem nélküli gyalogos zarándoklatot szerveznek a közösség egyik védőszentje, a mindenét elhagyó Labre Szent Benedek remete szülőfalujába.

### Tagság
Az érdeklődőket először néhány napos, majd egy-két hetes tartózkodásokra hívják közösségükbe. Kedvező tapasztalatok esetén ezen ismerkedési időszak után a közösségbe költözve megkezdődhet a  próbaidő. Ezután a jelöltidő következik, amely minimum egy év, majd az elköteleződés ideje, ez legalább két év, ezután lehet ideiglenes fogadalmat tenni. További öt év után az örökfogadalom is letehető.
Ezeket a fokozatokat ugyanúgy végigjárják a házas, mint az egyedülálló és a megszentelt életformát választó tagok. Ez utóbbiak leghamarabb az elköteleződéskor, de többnyire inkább csak az első fogadalomtételkor kaphatnak habitust. A közösséghez való csatlakozás és az elköteleződési fokokban való előrelépés lehetősége attól függ, hogy az illető milyen mértékben tud beilleszkedni a közösség lelkiségébe és gyakorlati életébe. A közösségen belül a pap, a diakónus és a megszentelt életmódot választók rangban nem állnak a többiek, azaz a házasok és a be nem öltözött egyedülállók fölött, bármelyikükből lehet házfelelős vagy „vén”. Feladatuknak tekintik a helyi egyház életébe való bekapcsolódást is, kinek-kinek egyéni karizmája szerint, és olyan mértékig, amíg ez összhangban van a közösségen belül vállalt lelkiséggel és kötelezettségekkel.